# مهند الشنقیطی
مهند الشنقیطی (عربی: مهند مصطفى الشنقيطي؛ زادهٔ ۱۲ مارس ۱۹۹۹) بازیکن فوتبال اهل عربستان سعودی است.
از باشگاه‌هایی که در آن بازی کرده‌است می‌توان به باشگاه فوتبال الاتحاد اشاره کرد.
وی همچنین در تیم‌های ملی فوتبال زیر ۲۳ سال عربستان سعودی و عربستان سعودی بازی کرده‌است.